# Limnocalanus johanseni
Limnocalanus johanseni is een eenoogkreeftjessoort uit de familie van de Centropagidae. De wetenschappelijke naam van de soort is voor het eerst geldig gepubliceerd in 1920 door Marsh.